# Rhipha leucoplaga
Rhipha leucoplaga är en fjärilsart som beskrevs av Paul Dognin 1910. Rhipha leucoplaga ingår i släktet Rhipha och familjen björnspinnare. Inga underarter finns listade.